# کنی (مینیاپولیس)
کنی (به انگلیسی: Kenny) یک منطقهٔ مسکونی در ایالات متحده آمریکا است که در مینیاپولیس واقع شده‌است. کنی ۳٬۵۲۳ نفر جمعیت دارد.